# Цензура в КНДР
Цензура в КНДР (кор. 조선민주주의인민공화국의 검열) — комплекс мер и законов, которые ограничивают в определённой степени доступ жителей КНДР к нежелательной, по мнению властей, информации. В КНДР очень высокий уровень цензуры. Де-факто отсутствует свобода прессы. В рейтинге World Press Freedom Index Rankings, ежегодно публикуемый Репортёрами без границ, КНДР обычно находится в конце списка по уровню свободной прессы. С 2007 по 2010 годы КНДР занимала второе место с конца в списке из 169 стран (ниже была только Эритрея), а в период с 2002 по 2006 годы занимала самое худшее место в списке.
Все СМИ являются государственными и находятся под строгим контролем правительства. Так, например, все новости СМИ в КНДР получают от Центрального телеграфного агентства Кореи. СМИ посвящены по большей части политической пропаганде, а также восхвалению Ким Ир Сена, Ким Чен Ира и Ким Чен Ына. СМИ КНДР временами обрушиваются с жёсткой критикой на Запад, США, Израиль, Японию и Южную Корею.

## Цензура на радио и телевидении
Радиоприёмники и телевизоры, которые могут быть проданы в КНДР, подвергаются предварительной настройке, чтобы они могли ловить сигналы правительственных частот и опечатываются с ярлыком, который предотвращает какое-либо вмешательство в эти приборы. Манипуляции с приёмниками и прослушивание или просмотр телерадиоканалов, исходящих из зарубежья, расцениваются как серьёзное преступление. В 2003 году главы местных отделений партии в деревнях и окрестностях получили инструкции по проверке пломб на всех радиоприёмниках.
В КНДР и Южной Корее используются разные телевизионные системы (PAL и NTSC, соответственно), что делает невозможным просмотр вещания между двумя странами, однако, по некоторым данным, можно получать телевизионный сигнал из КНР.
По данным Daily NK, многие жители КНДР имеют техническую возможность слушать передачи на коротких волнах.
«Тихое открытие: северокорейцы в изменяющейся информационной среде» (анг. «A Quiet Opening: North Koreans in a Changing Media Environment») — исследование, проводимое Intermedia по заказу государственного департамента США, выпущенное в свет 10 мая 2012 года, в котором говорится, что, несмотря на крайне жёсткое регулирование и серьёзные наказания, жители КНДР и часть элиты имеют широкий доступ к новостным и прочим источникам информации, находящимся за пределами государственных СМИ. Хотя доступ в Интернет строго контролируется государством, радио и материалы на DVD хорошо доступны, а в приграничной зоне и телевидение.

## Ситуация с Интернетом
В 2006 году организация «Репортёры без границ» (Julien Pain — глава круглого интернет-стола организации «Репортёры без границ») описала КНДР «как худшую в мире „чёрную дыру“ в Интернете» в своём списке 13 главных врагов Интернета.
Доступ в Интернет отсутствует у подавляющего большинства населения КНДР. Только некоторые официальные лица правительства имеют доступ в Интернет через секретную, арендуемую у Китая, связь. Остальные граждане КНДР имеют неограниченный бесплатный доступ в местный интранет, называемый Кванмён.